# Brücken in Sankt Petersburg
Die Brücken in Sankt Petersburg sind ein wichtiger Teil der Straßeninfrastruktur in der russischen Großstadt. Nach Angaben der Stadtverwaltung von Sankt Petersburg befinden sich im Stadtgebiet circa 580 Brücken. Werden auch die Brücken der Vororte und Parkanlagen hinzugezählt, erhöht sich die Zahl auf über 800. Das Zentrum der Stadt befindet sich auf vier großen Inseln, die von der Großen Newa (linker Hauptarm) und von vier anderen Wasserläufen fast kreisförmig umflossen werden. Die Newa (kyrillisch Нева) ist der 74 Kilometer lange Abfluss des Ladogasees in die Ostsee. An dieser Mündung liegt Sankt Petersburg.

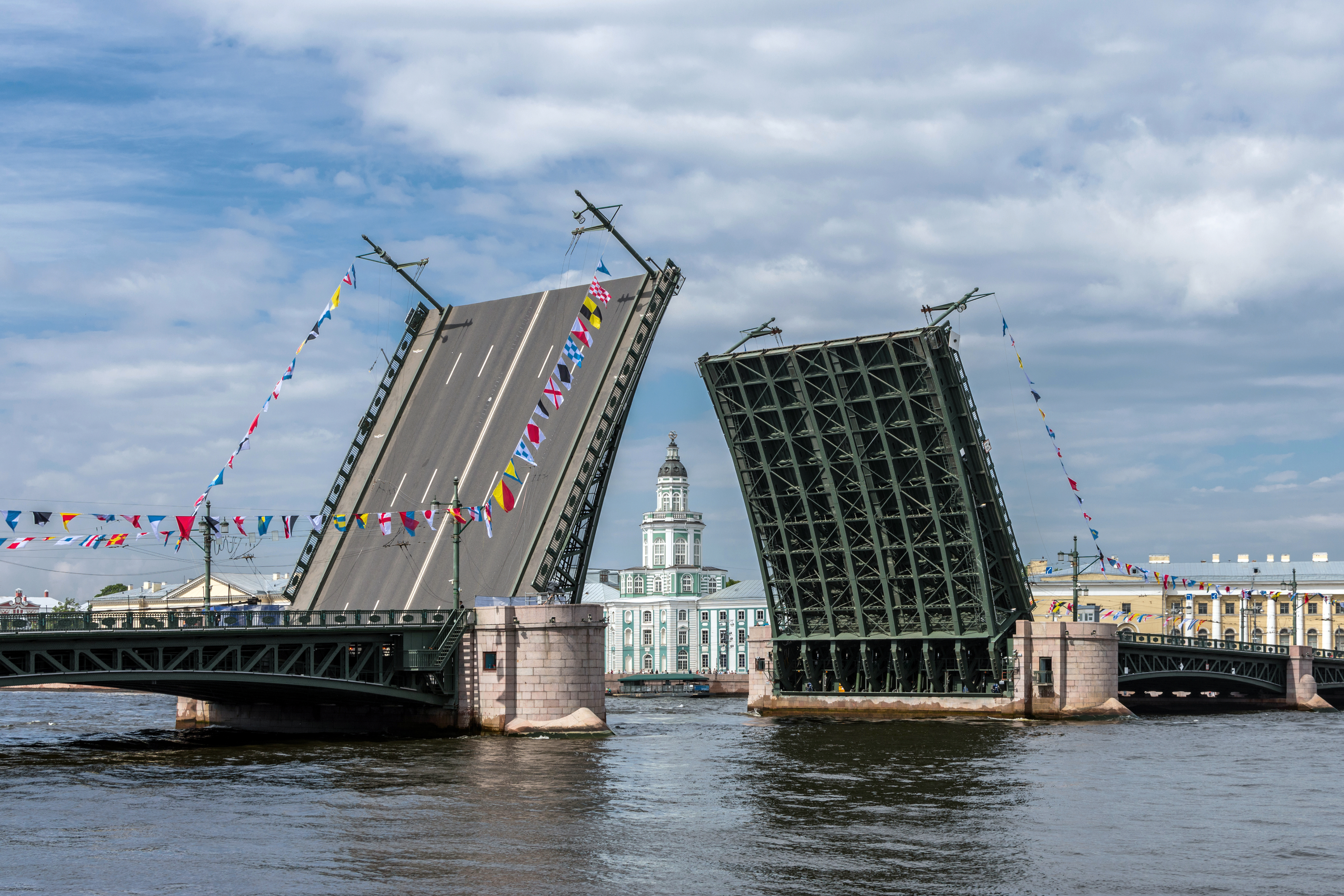
Aufgeklapptes Mittelfeld der Schlossbrücke

Die anderen Gewässer in der Stadt sind die Moika, der Gribojedow-Kanal (mit der  Kriwuscha; 21 Brücken), die Fontanka und der Obwodny-Kanal (zur Jekateringofka). In die Kleine Newa, den rechten Seitenarm der Newa, fließen die Smolenka und die Schdanowka.
Die Kleine Newa wird von zwei Brücken überquert: der Börsenbrücke und der Tutschkow-Brücke. Ebenso die Große Newa: Über sie führen die Schlossbrücke und die Blagoweschtschenski (zur Wassiljewski-Insel). Das russische Wort für Brücke ist most (kyr. Мост; es wird oft, aber nicht immer hinter den Namen angehängt.).
Über die Wasserstraßen führen die bekannteren Brücken, von denen viele immer noch Klappbrücken sind. Zar Peters Stadtbau-Idee für die nach seinem Namenspatron benannte Planstadt war eine Schiff-Stadt, die also überwiegend durch Schiffsverkehr erschlossen wird. Brücken waren in seinen Augen nur ein Behelfsmittel für den unvermeidbaren Landverkehr.
Die erste Brücke, noch eine hölzerne Klappbrücke, wird 1705 erwähnt. Die jüngste Brücke wurde im Januar 2012 eröffnet. Acht Brücken über die Newa sowie fünf Brücken über die Kleine Newa und die Große Newka werden von April bis Oktober jede Nacht für mehrere Stunden für den Schiffsverkehr geöffnet und damit für den Straßenverkehr geschlossen. In den übrigen Monaten erledigt Eisgang die Frage, ob der Schiffs- oder Landverkehr den Vorrang hat.

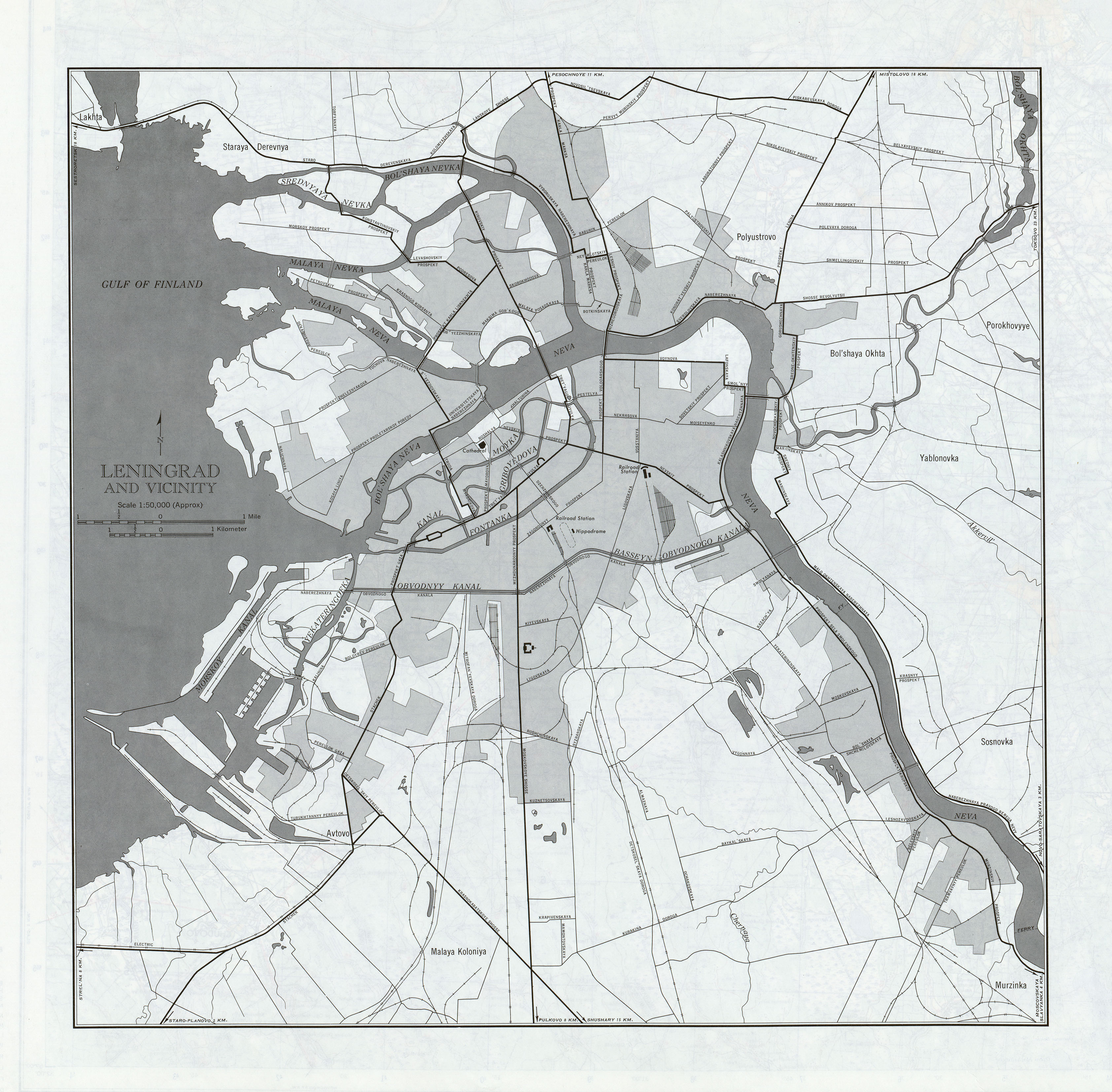
Alte Karte der Innenstadt (1954)

Die längste Brücke der Stadt ist die moderne Große Obuchowski-Brücke mit 2.824 Metern Länge. Sie ist die einzige der neun Newa-Brücken, die, weil eine Hängebrücke mit hoher Durchfahrt, nicht immer wieder für den Schiffsverkehr geöffnet werden muss. Die breiteste Brücke ist die Blaue Brücke, die sich im Stadtzentrum befindet (Breite 97,3 Meter). Als schmalste Brücke gilt die Greifenbrücke mit 1,8 Metern Breite. Sehr viele Brücken mussten nach der Belagerung Leningrads nach dem Zweiten Weltkrieg neu aufgebaut werden.

## Listen
Die bekanntesten Brücken

### A — J
- Ägyptische Brücke
- Alexander-Newski-Brücke
- Anitschkow-Brücke (Von dieser Brücke aus starten die meisten Bootsfahrten durch die Kanäle. Die vier „Rossbändiger“)
- Bank-Brücke (russ.: Bankowskij Most, anderer Name s. u. Greifenbrücke)

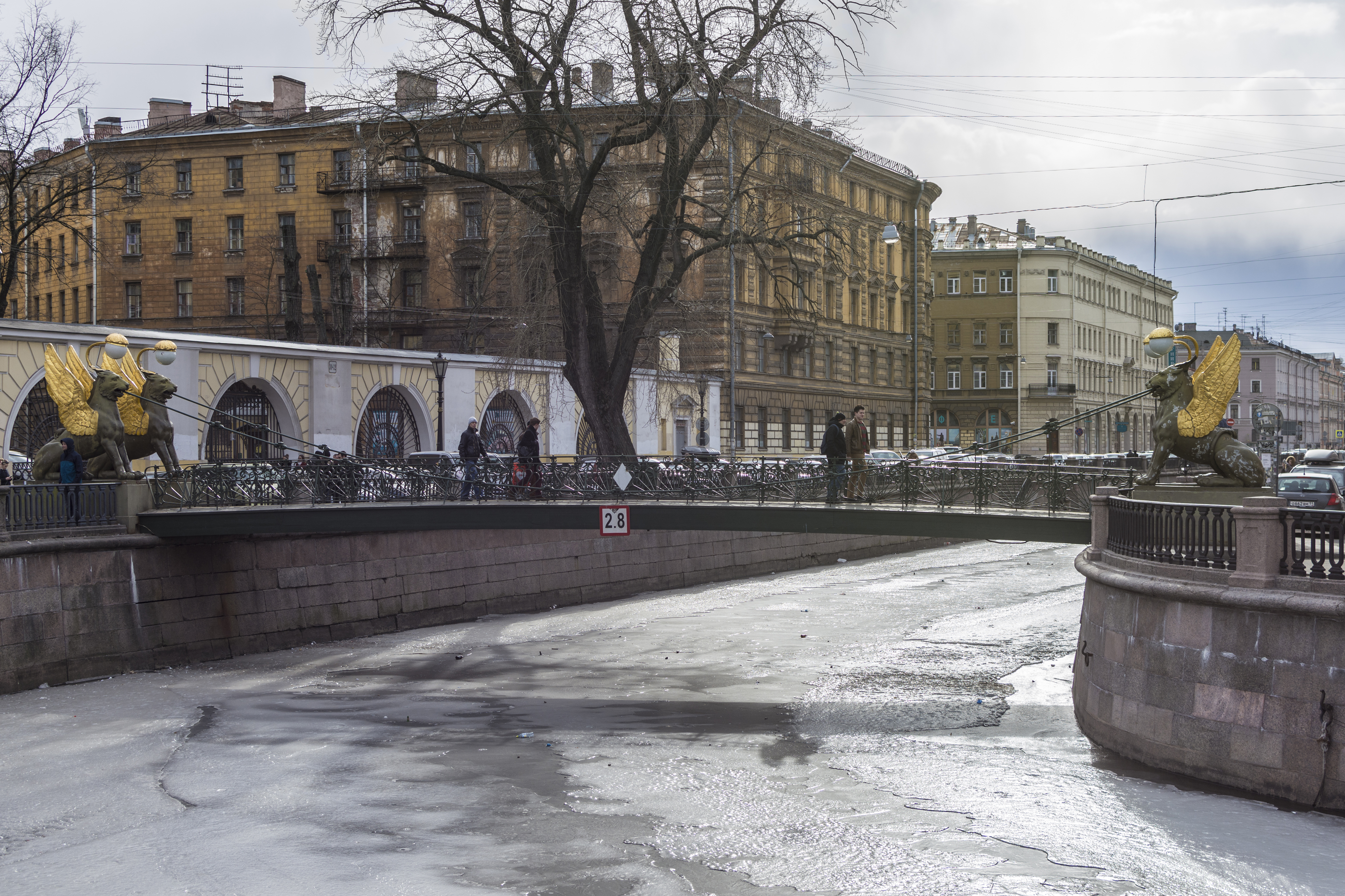
Greifenbrücke/Bankowski most

- Blagoweschtschenski

- Bolscheochtinski-Brücke
- Börsenbrücke

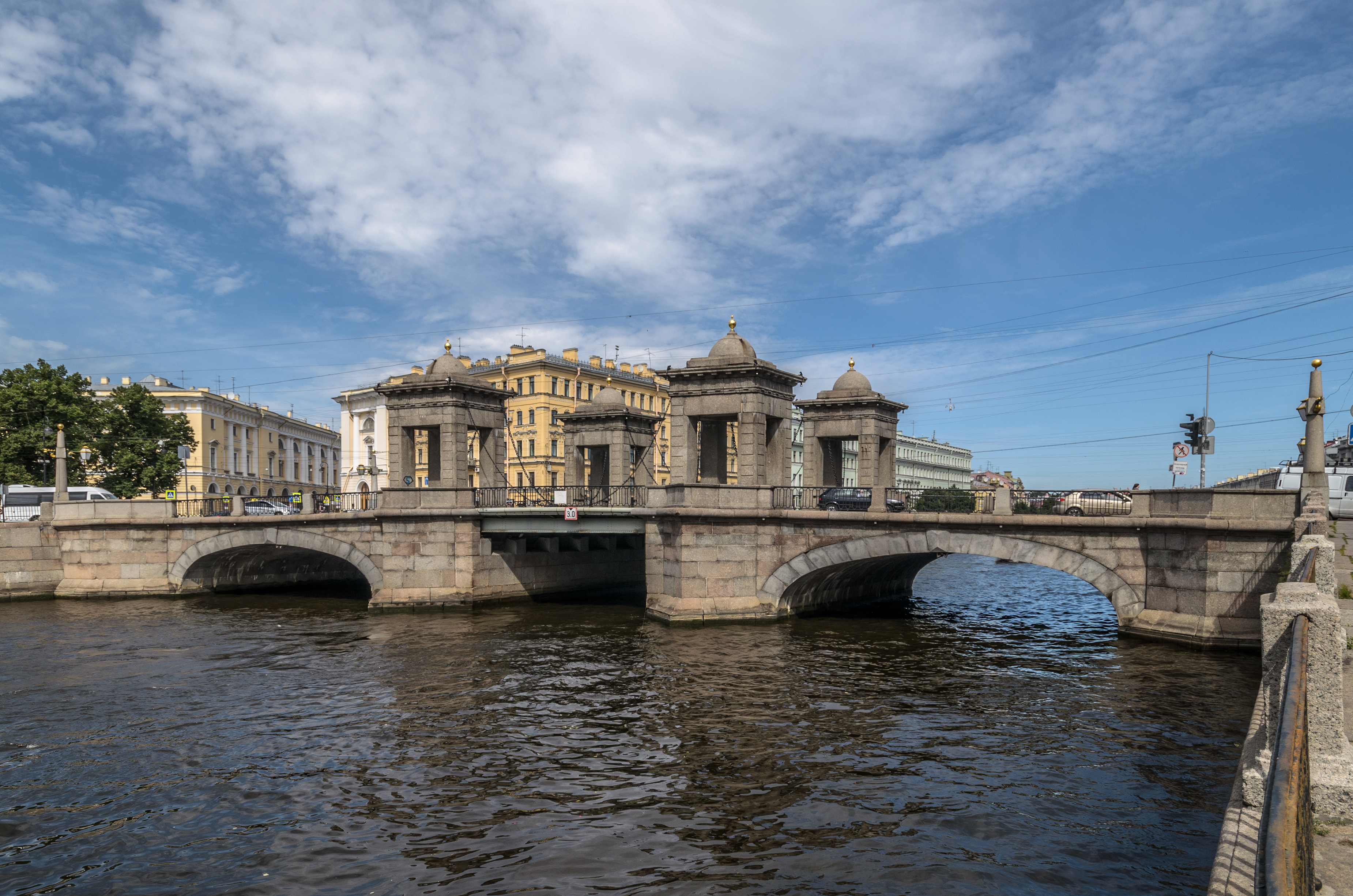
Lomonossow-Brücke

- Greifenbrücke (russ. Bankowski; Fußgängerbrücke)
- Große Obuchowski-Brücke (Doppelbrücke, 2004 bzw. 2008)

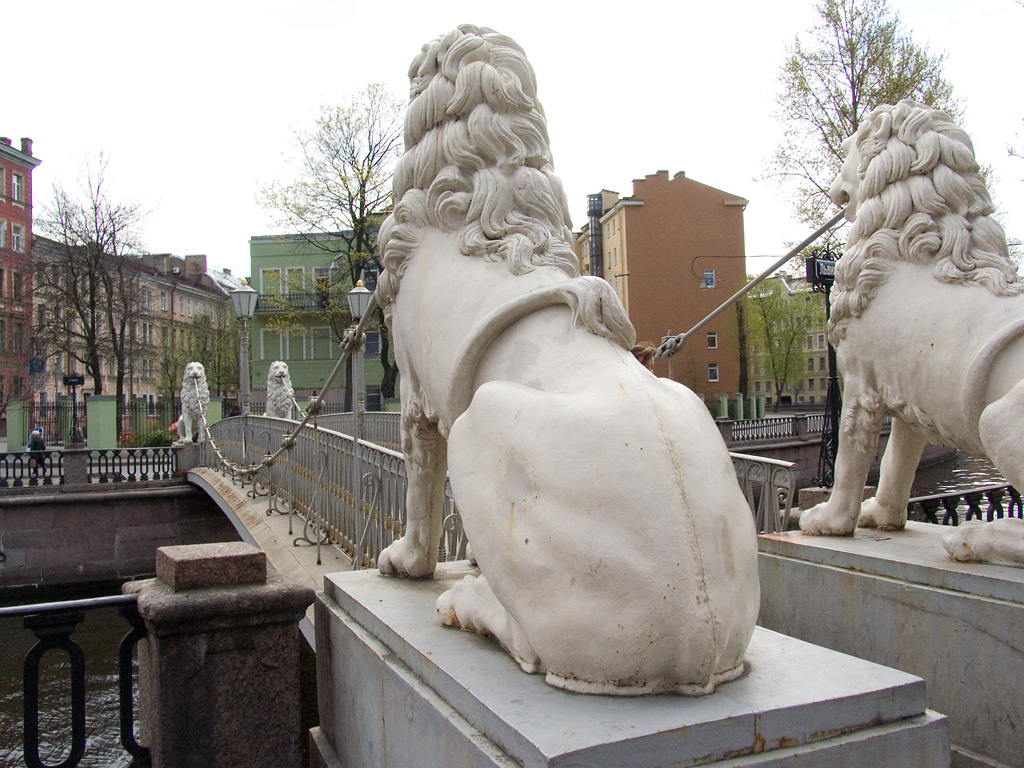
Löwenbrücke, Halterung des Spannseils

- Italienische Brücke[3]

### K — Z
- Kasaner Brücke
- Liteiny-Brücke (letzte Brücke über die Newa, bevor sich der Fluss weiter westlich vor den Inseln des Zentrums in verschiedene Arme aufteilt)
- Lomonossow-Brücke (russ.: Most Lomonossowa)
- Löwenbrücke (russ.: Lwiny most; vergl. den Nachbau in Holz: die ehemalige Löwenbrücke im Berliner Tiergarten)
- Pozelujew-Brücke (russisches Wort für Kuss)
- Schlossbrücke
- Troizki-Brücke (Dreifaltigkeitsbrücke, früher Kirow-Brücke)
- Tutschkow-Brücke[4]
- Wolodarski-Brücke

### Die vier „farbigen“ Brücken über die Moika
Vier der insgesamt fünfzehn Brücken über den Fluss Moika haben farbige Bezeichnungen, die auf dem ursprünglichen Brückenanstrich basieren:
- Blaue Brücke
- Grüne Brücke
- Gelbe Brücke – heute Chrapowizkibrücke
- Rote Brücke

### Eisenbahn-Brücken
- Bolschoi-Sampsoinewski-Brücke
- Finnland-Eisenbahn-Brücke
- Lachtinski-Brücke
- Lanski-Stations-Brücke
- Liteyny-Brücke, Sestrorezk (nicht verw. mit o.)
- Zawodskaja-Sestra-Brücke

### Weitere Brücken nach Alphabet
Eine sehr unvollständige Liste

(zum Teil in englischer Schreibweise, da die engl. doch stark von der dt. Transliteration abweicht. Auf (nicht-kyrillischen) Karten ist eher die englische Schreibweise eingetragen.)

#### A — J
- Alarchin-Brücke
- Alexander Nevsky-Brücke (s. o.)
- Anichkov-Brücke (s. o.)
- Bank-Brücke (s. o.)
- Belinskogo-Brücke
- Blagoveshchenskiy-Brücke (s. o.)
- Bolsheokhtinsky-Brücke (s. o.)
- Bolshoy Konyushenny-Brücke
- Dekabristov-Brücke
- Demidov-Brücke
- Egyptian-Brücke  (s. o.)
- 1. Ingenieursbrücke
- First Sadovy-Brücke
- Grüne-Brücke (s. o.)

- Grenadiers-Brücke
- Hermitage-Brücke

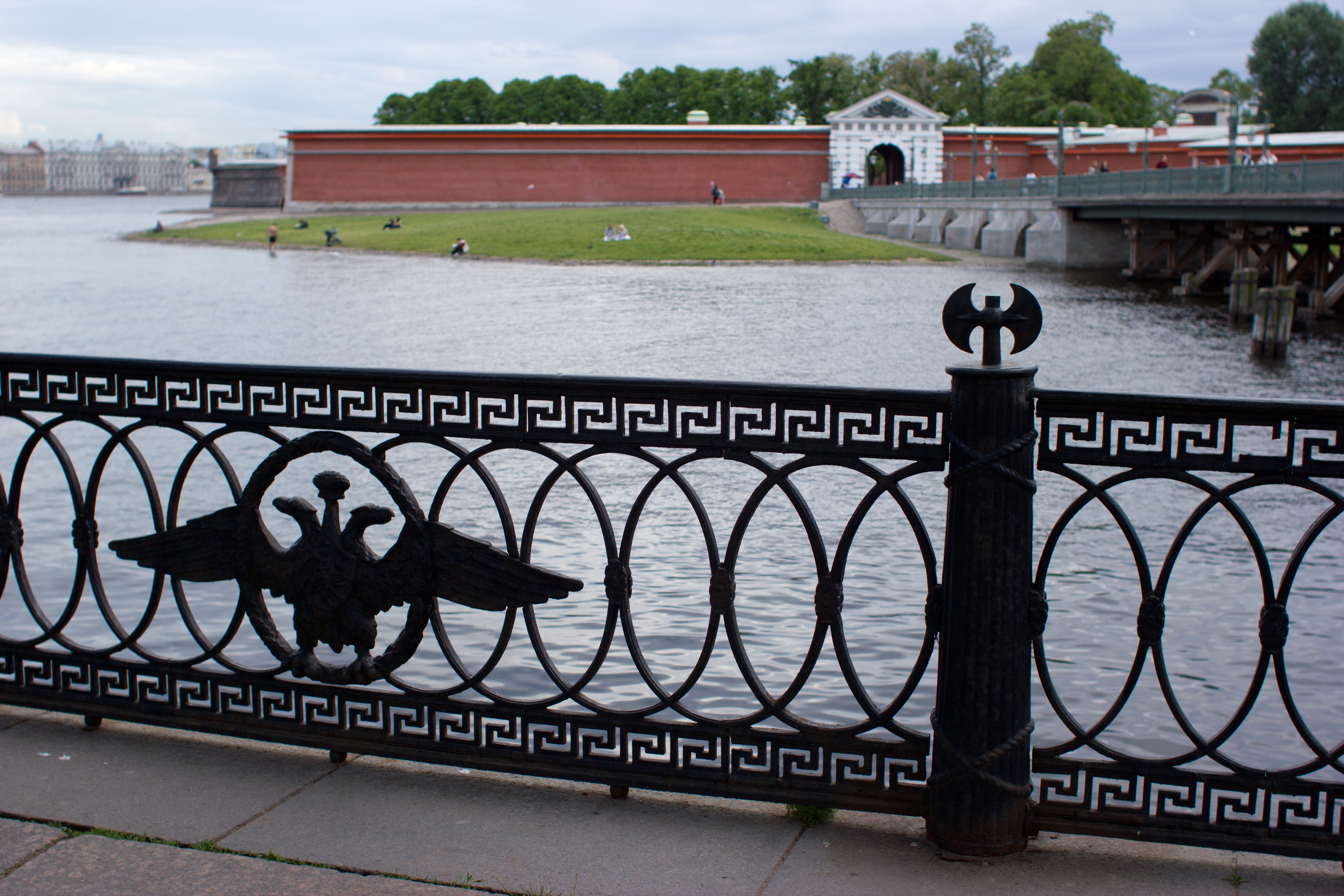
Ioannowski-Brücke, Detail

- Ioannovsky-Brücke (zur Peter-und-Paul-Festung)
- Italien-Brücke (s. o.)
- Izmailovsky-Brücke

#### K — R
- Kamennoostrovsky-Brücke
- Kamenny-Brücke
- Kantemirovsky-Brücke
- Kazansky-Brücke (s. o.)
- Kharlamov-Brücke
- Khrapovitsky-Brücke
- Kokushkin-Brücke (Kokushkin Pereulok)
- Kolomensky-Brücke
- Krasnoarmeysky-Brücke
- Krasnoflotsky-Brücke
- Krasnogvardeysky-Brücke
- Kronverkskiy-Brücke (zur Peter-und-Paul-Festung)
- Leshtukov-Brücke
- Löwenbrücke (s. o.)

- Lomonosov-Brücke (s. o.)
- Malo-Kalinkin-Brücke
- Maly Konyushenny-Brücke
- Mogilevsky-Brücke
- Muchnoy-Brücke

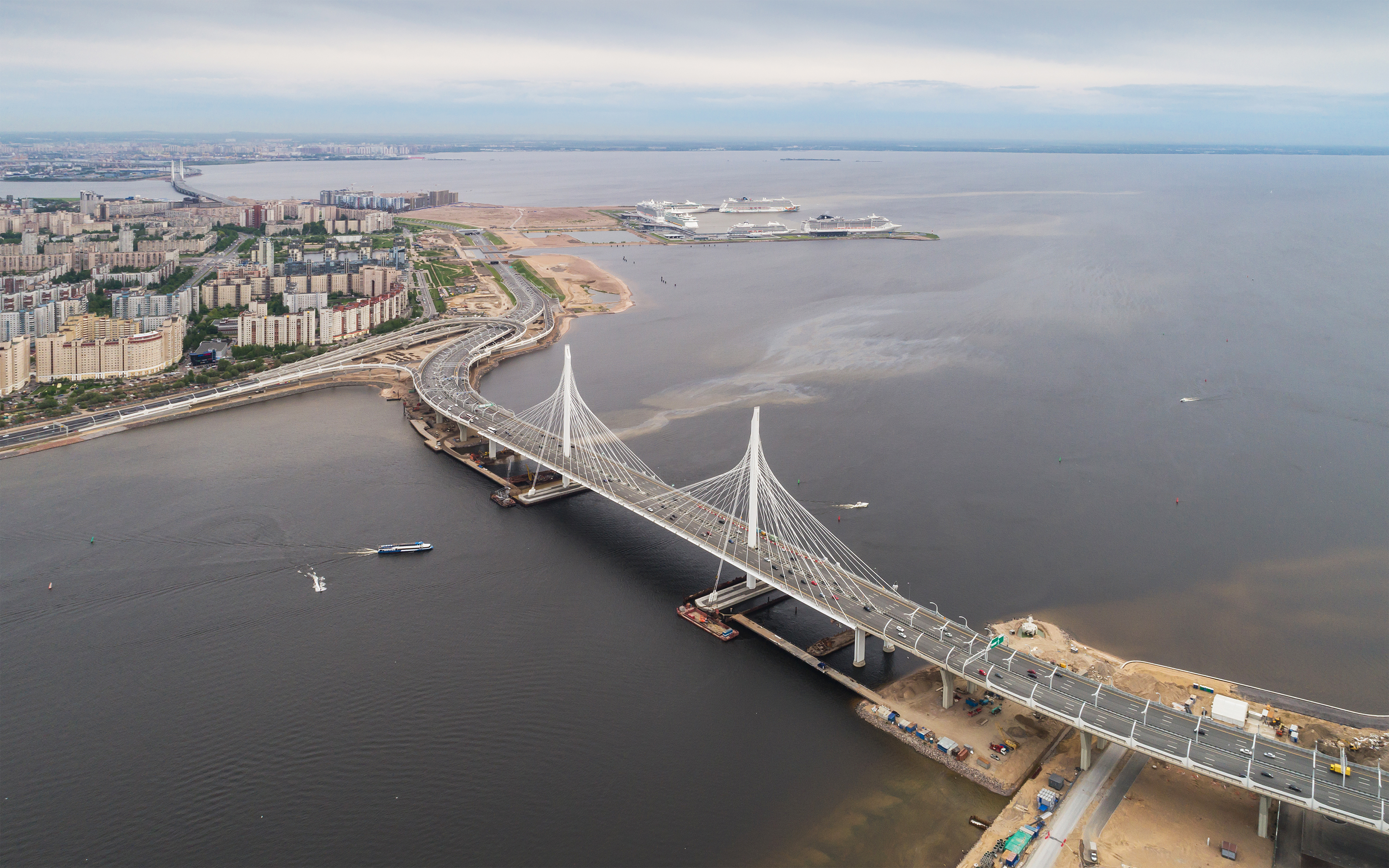
ZSD beim Krestowski-Stadion

- Nishne-Lebijahij most (Untere Schwanenbr.)
- Novo-Konyushenny-Brücke
- Novo-Nikolsky-Brücke
- Obukhovsky-Brücke
- Palast-Brücke (Schlossbr; s. o.)
- Panteleimonovsky-Brücke
- Pevchesky-Brücke
- Pikalov-Brücke
- Pochtamtsky-Brücke (Postamt-Brücke)
- Potseluev-Brücke (s. o.)
- Prachechny-Brücke

#### S — Z
- Sampsonievsky-Brücke
- Semenovsky-Brücke

- Sennoy-Brücke
- Staro-Kalinkin-Brücke
- Stoliarny Pereulok
- Stroganovskij-Brücke
- Teatralny-Brücke
- Trinity-Brücke (s. o.)
- Tuchkov-Brücke (s. o.)
- Volodarsky-Brücke (s. o.)
- Voznesensky-Brücke
- 2. Ingenieursbrücke
- Zweite Sadovy-Brücke[5]

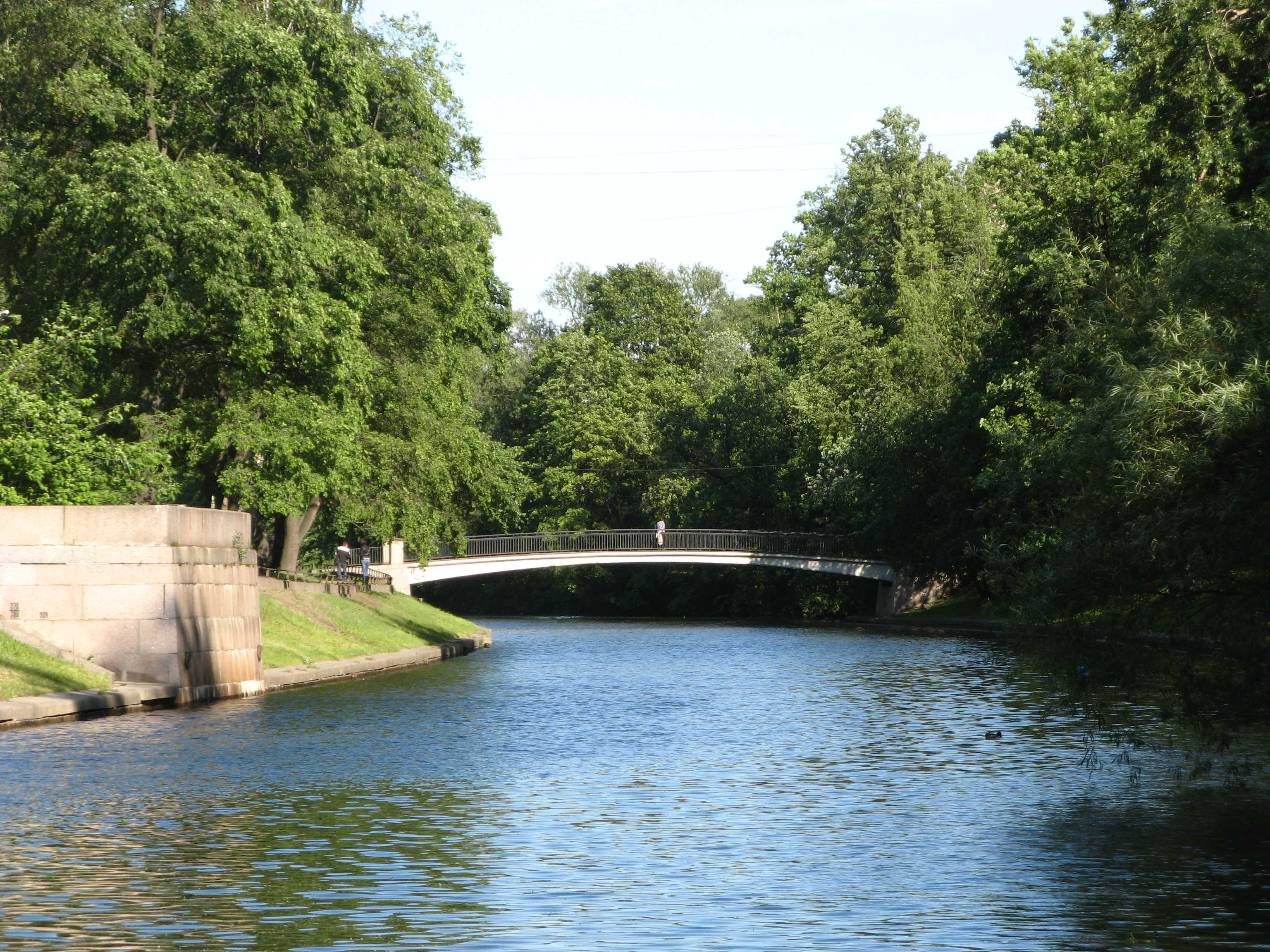
Stroganowski most

- ZSD, Westliche Umgehungsautobahn mit Brücke über den Korabelny-Kanal[6] in die Finnl. Bucht der Ostsee vor St. Petersburg (früher Leningrad).